# Nathaniel Pearce
Nathaniel Pearce (East Acton, 14 février 1779 à Alexandrie, 12 août 1820), est un explorateur et aventurier britannique.

## Biographie
Nathaniel Pearce fait ses études dans des écoles privées, mais, se révélant sauvage et incorrigible, devient apprenti dans une menuiserie de Grosvenor Square. Il travaille ensuite chez un vendeur de cuir et brusquement s'engage sur un Man'o'war le HMS Alert.
En mai 1794, il est fait prisonnier par les Français et, après de nombreuses tentatives, parvient à s'échapper. Il se réengage alors dans la marine.
Déserteur du HMS Antelope (juillet 1804), il arrive à Mocha et se convertit à l'islam. On le retrouve ensuite à Massaoua où il devient domestique d'Henry Salt (1805) en Abyssinie lors de sa mission à la cour du ras Wolde Selassie (en) au Tigré. Après le départ de Salt, il choisit de rester au service du Ras et épouse une fille grecque (1808).
En 1810, il rencontre la deuxième expédition de Salt qu'il escorte jusqu'à la côte. Il quitte l'Abyssinie en 1818, revoit Salt au Caire (1819) et meurt au retour d'un voyage sur le Nil à Alexandrie.

## Publication
Ses journaux, qui sont une longue histoire d'aventures et qui contiennent un compte rendu détaillé des habitudes et coutumes des Abyssins, ont été édités par John James Halls (en) sous le titre The Life and Adventures of Nathaniel Pearce à Londres en 1831.